# Iegor Vinogradov
Pour les articles homonymes, voir Vinogradov.
Iegor Igorevitch Vinogradov - en russe : Егор Игоревич Виноградов et en anglais : Yegor Vinogradov - (né le 17 avril 2003 à Nijni Novgorod en Russie) est un joueur professionnel russe de hockey sur glace. Il évolue au poste d'attaquant.

## Biographie
Formé au Torpedo Nijni Novgorod, il commence sa carrière junior dans la MHL lors de la saison 2021-2022 avec la Tchaïka, équipe junior du Torpedo Nijni Novgorod. Le 3 avril 2022, il joue son premier match avec le Torpedo dans la KHL face au Neftekhimik Nijnekamsk. Il remporte la Coupe Kharlamov 2023 avec la Tchaïka. Lors des rencontres de la finale face aux Omskie Iastreby, il inscrit deux triplés ainsi que le but victorieux en prolongation lors du sixième match.
Lors de la saison 2024-2025, il s'aguérit avec le Torpedo-Gorki Nijni Novgorod dans la VHL et remporte la Coupe Petrov 2025. Il est nommé meilleur joueur des séries éliminatoires marquant notamment dix buts dont deux victorieux.

## Trophées et honneurs personnels
- VHL :
  - 2024-2025 : nommé meilleur joueur des séries éliminatoires de la Coupe Petrov.

## Statistiques
| Saison    | Équipe                 | Ligue |    | Saison régulière | Saison régulière | Saison régulière | Saison régulière | Saison régulière |    | Séries éliminatoires | Séries éliminatoires | Séries éliminatoires | Séries éliminatoires | Séries éliminatoires |
| Saison    | Équipe                 | Ligue | PJ | B                | A                | Pts              | Pun              | PJ               | B  | A                    | Pts                  | Pun                  |                      |                      |
| 2021-2022 | Tchaïka Nijni Novgorod | MHL   | 62 | 29               | 32               | 61               | 28               | 8                | 2  | 4                    | 6                    | 6                    |                      |                      |
| 2021-2022 | Torpedo Nijni Novgorod | KHL   | 2  | 0                | 0                | 0                | 0                | -                | -  | -                    | -                    | -                    |                      |                      |
| 2022-2023 | Tchaïka Nijni Novgorod | MHL   | 2  | 1                | 0                | 1                | 2                | 10               | 8  | 4                    | 12                   | 26                   |                      |                      |
| 2022-2023 | Torpedo Nijni Novgorod | KHL   | 53 | 7                | 10               | 17               | 10               | 9                | 0  | 2                    | 2                    | 4                    |                      |                      |
| 2022-2023 | Dizel Penza            | VHL   | 1  | 0                | 0                | 0                | 0                | 2                | 0  | 0                    | 0                    | 0                    |                      |                      |
| 2023-2024 | Torpedo Nijni Novgorod | KHL   | 37 | 4                | 9                | 13               | 10               | 3                | 0  | 0                    | 0                    | 0                    |                      |                      |
| 2023-2024 | Dizel Penza            | VHL   | 3  | 0                | 0                | 0                | 2                | -                | -  | -                    | -                    | -                    |                      |                      |
| 2023-2024 | AKM Toula              | VHL   | 5  | 1                | 1                | 2                | 2                | 8                | 1  | 1                    | 2                    | 6                    |                      |                      |
| 2024-2025 | Torpedo Nijni Novgorod | KHL   | 39 | 8                | 8                | 16               | 10               | 4                | 0  | 2                    | 2                    | 6                    |                      |                      |
| 2024-2025 | Torpedo-Gorki          | VHL   | 21 | 12               | 11               | 23               | 12               | 19               | 10 | 8                    | 18                   | 20                   |                      |                      |